# پتری تی‌تی‌ال
پتری تی‌تی‌ال (به انگلیسی: Petri TTL) یک دوربین عکاسی ساخت شرکت پتری است.